# Banque cantonale vaudoise
 (février 2021).
Si vous disposez d'ouvrages ou d'articles de référence ou si vous connaissez des sites web de qualité traitant du thème abordé ici, merci de compléter l'article en donnant les références utiles à sa vérifiabilité et en les liant à la section « Notes et références ».
La Banque cantonale vaudoise (SIX : BCVN) est la banque cantonale du canton de Vaud en Suisse. Pour ce qui est de la taille de son bilan, la BCV est la première banque du canton de Vaud. En tant que banque universelle, elle pratique les activités de banque de détail, de gestion de fortune, de banque des entreprises et de trading.
Elle est membre d'un réseau de vingt-quatre banques cantonales nommé UBCS.

## Histoire

### Fondation et développement de ses agences
La Banque Cantonale Vaudoise est fondée par décret du Grand Conseil vaudois du 19 décembre 1845. Cette nouvelle banque devra « encourager le développement de l’agriculture, de l’industrie et du commerce tout en activant la circulation et la mise en valeur du numéraire ». 
Elle a tout d’abord son siège à la rue Saint-Pierre 1 à Lausanne. Elle déménage en 1853 à la rue Saint-Pierre 25 (aujourd’hui approximativement au numéro 28 de la rue de Bourg). Ce n’est qu’en 1904 que son siège est installé à la place Saint-François 14,. L’extension du siège de la BCV au sud est construite entre 1947 et 1951.
Dès 1961, certaines agences sont transformées en succursales, avec un règlement spécifique pour chacune.
En 1981, la BCV innove en décentralisant une partie de ses compétences et en créant 10 sièges régionaux. À partir de 2005, elle se réorganise en neuf régions : Lausanne, Gros-de-Vaud, Lavaux, Riviera, Chablais, Morges, Nyon et Nord vaudois et Broye.
En 1994, le Centre administratif bancaire (CAB) à Prilly voit le jour. Les services administratifs de la BCV y sont installés, alors que ceux liés au contact direct avec la clientèle restent au siège social de Saint-François.
Plusieurs agences réparties dans le canton de Vaud ont vu le jour dès la fondation de la BCV : 1845 : Cossonay ; 1849 : Aigle, Aubonne, Château d’Oex, Cully, Moudon, Nyon, Orbe, Payerne, Rolle, Le Sentier, Yverdon ; 1850 : Grandson, Montreux, Vevey-Gare ; 1855 : Avenches ; 1876 : Sainte-Croix ; 1881 : Vallorbe ; 1889 : Echallens ; 1900 : Oron ; 1904 : Bex ; 1908 : Lutry, Renens ; 1934 : Leysin, Villars ; 1936 : Lausanne Bel-Air ; 1949 : Vevey-Italie ; 1953 : Vevey-La Tour-de-Peilz ; 1955 : Prilly ; 1958 : Lausanne-Gare, Villeneuve ; 1961 : Clarens ; 1962 : Gland ; 1964 : Pully ; 1966 : Chailly, Cheseaux ; 1967 : Les Diablerets, Lausanne-La Sallaz ; 1968 : Ouchy ; 1969 : Bussigny ; 1970 : Penthalaz, Lausanne-Pontaise ; 1973 : Lausanne Bel-Air, Lucens ; 1983 : Lausanne-Renens ; 1987 : Vevey-Nestlé ; 1998 : Épalinges ; 1991 : Université de Lausanne-Dorigny ; 1992 : Lausanne World Trade Center ; 2000 : Lausanne-Bergières, Littoral Centre Allaman,. 
En 2022, la Banque Cantonale Vaudoise compte près de 60 agences réparties dans tout le canton de Vaud.

### Développement des activités depuis les années 1990
La BCV se développe d’abord en étendant ses activités traditionnelles par croissance interne et externe. Après avoir repris la Banque vaudoise de Crédit en 1993 et fusionné avec le Crédit foncier vaudois en 1995, la BCV s’engage dans une stratégie de diversification, notamment dans la banque d'affaires et la banque de trading. Cela s'est notamment traduit par une croissance de son bilan, qui est passé d'environ 15 milliards de francs suisses au début des années 1990 à plus de 35 milliards de francs dix ans plus tard.
À cette période, la BCV trouve des relais de croissance en dehors des frontières. Cette stratégie d'expansion, avec notamment des engagements à Athènes, Hong Kong et Singapour, ne porte pas ses fruits. Le Président du conseil d'administration de l'époque est démis de ses fonctions par le Conseil d'État,,,,. En 2001 et 2002, à la suite d'analyses détaillées du portefeuille de crédits, d'importantes provisions sont constituées : cela occasionne des pertes significatives et une baisse substantielle du niveau de fonds propres. Pour renforcer les capacités financières de la banque, cette dernière est recapitalisée à deux reprises par l'État de Vaud.
À la fin de l'année 2002, une stratégie en deux étapes est définie par la nouvelle équipe dirigeante de la banque, Olivier Steimer et Alexandre Zeller, venant de Credit Suisse. Elle prévoit une première phase d'assainissement et de recentrage de la banque, suivie d'une phase de développement. Dès 2003, le groupe BCV applique une stratégie de recentrage sur ses quatre métiers de base (banque de détail, gestion de fortune, banque des entreprises et trading) et sur certains domaines spécialisés dont le potentiel de croissance et de rentabilité est attractif.
De 2005 à 2008, la BCV a lancé la seconde étape de sa stratégie avec le programme CroisSens qui visait à poser les bases d'une croissance durable. En 2007, la BCV a achevé le rachat de l’ensemble du capital-participation créé en 2003. 
En 2011, la Banque Piguet & Cie SA, filiale de la BCV, fusionne avec la Banque Franck Galland & Cie SA au cours du premier semestre pour devenir la Banque Piguet Galland & Cie SA.
De fin 2008 à fin 2013, sous l’impulsion de son nouveau CEO Pascal Kiener, la BCV a mis en œuvre une stratégie nommée BCVPlus, basée sur le modèle d’affaires d’une banque universelle à ancrage régional. La BCV a choisi de poursuivre une stratégie visant une croissance pérenne avec un profil de risques en adéquation avec sa mission. Depuis, les différents métiers de la BCV se sont développés favorablement. La banque est stable et sûre, reconnue comme telle par les agences de notation internationales et les analystes financiers,. Les résultats de cette stratégie ont permis de verser à la collectivité, entre 2009 et 2016, 2,2 milliards de francs à la collectivité sous forme de dividendes et impôts au Canton de Vaud et aux Communes vaudoises.
En 2015, dans le cadre du règlement du différend bancaire entre la Suisse et le département de la Justice des États-Unis, la BCV a conclu un accord la plaçant en catégorie 2, et dont la conclusion aura été le paiement d'une amende de 41,7 millions de dollars américains,,.
À partir de 2014, la BCV met en place sa stratégie 2018. Cette nouvelle stratégie prend notamment en compte la nécessité de s’adapter aux évolutions des attentes de la clientèle et aux modifications du cadre réglementaire, la recherche constante d’amélioration du fonctionnement interne et la volonté de se différencier par sa qualité de service.
La masse sous gestion du groupe BCV est passée de 28 milliards en 1996 à plus de 103 milliards de francs en 2020.
La banque remplit, en outre, toutes les exigences réglementaires. En matière de réserve de liquidités, le ratio de liquidités à court terme, issu des accords de Bâle III, s’est établi à 136 % en fin d’année 2020, contre une exigence réglementaire de 80 %.
Pour accompagner l’utilisation croissante des outils numériques, la BCV travaille actuellement au développement de ses services en ligne, afin que la clientèle puisse réaliser la plupart de ses opérations bancaires courantes depuis n’importe quel canal.

## Forme juridique et actionnariat

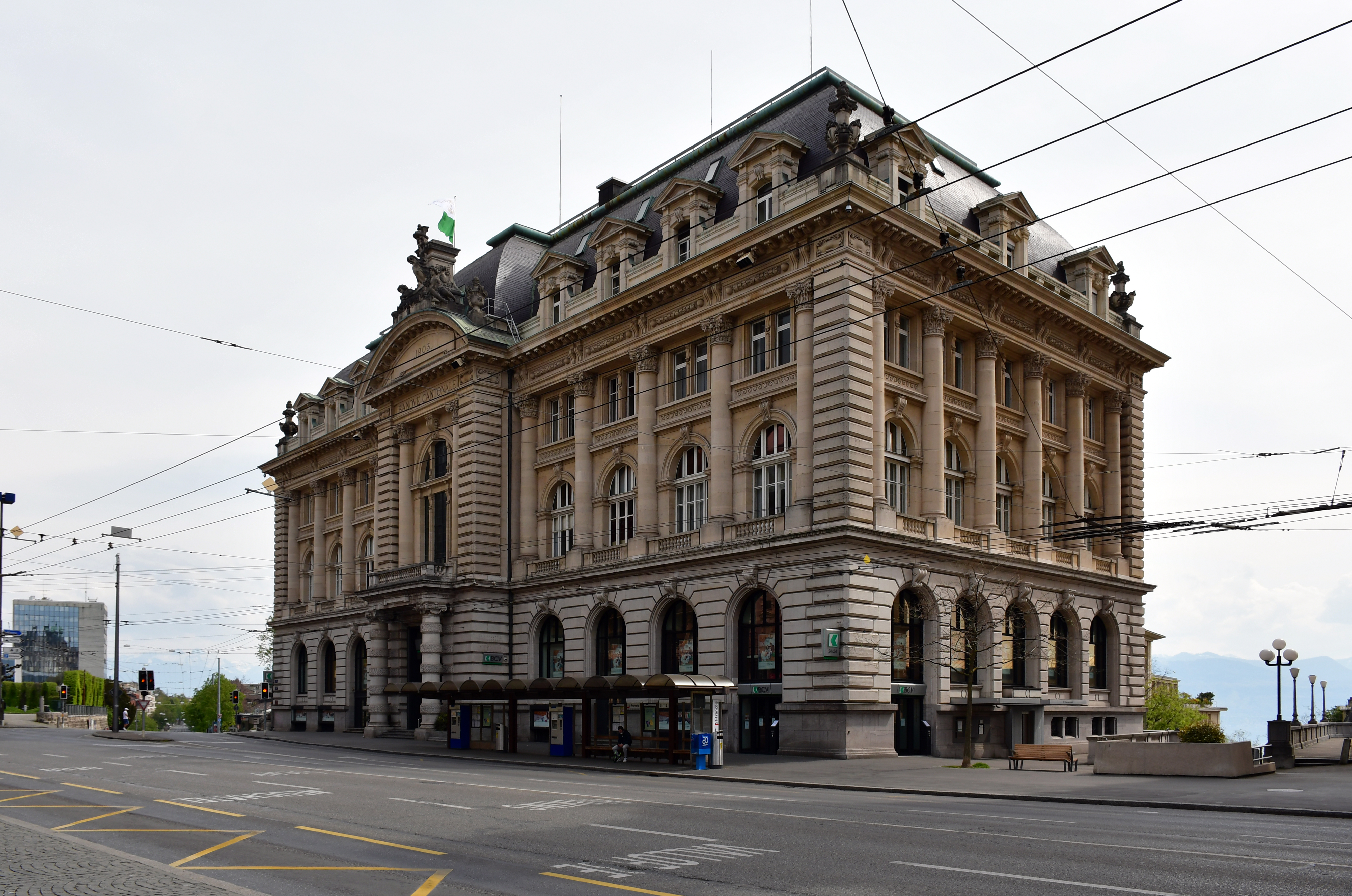
Le siège de la BCV à la place Saint-François de Lausanne.

La BCV est une société anonyme de droit public, fondée par décret du Grand Conseil vaudois du 19 décembre 1845. Son actionnaire majoritaire est l'État de Vaud qui détient 66,95 % de son capital-actions. Elle est inscrite au Registre du commerce du canton. Son statut juridique est défini dans la Loi vaudoise organisant la Banque cantonale vaudoise du 20 juin 1995 modifiée le 25 juin 2002, le 30 janvier 2007 et le 2 mars 2010 (LBCV). 
La BCV est soumise à la législation bancaire suisse. Ses engagements ne sont pas garantis par l’État de Vaud. Cependant, les clients de la BCV, comme ceux des autres banques suisses, bénéficient du système de Garantie des dépôts des banques et négociants en valeurs mobilières suisses mis en place sur le plan national. Ce système vise à protéger les dépôts jusqu’à un montant de 100 000 francs suisses par déposant et par banque.
Le siège de la banque est à Lausanne. Les archives du groupe, conservées au siège, sont inscrites comme bien culturel suisse d'importance nationale.

## Mission de la BCV
Selon l’article 4 de la loi organisant la Banque Cantonale Vaudoise (LBCV), la BCV est une banque universelle de proximité qui a pour mission de contribuer « dans les différentes régions du canton au développement de toutes les branches de l’économie privée et au financement des tâches des collectivités et corporations publiques ». Elle « contribue également à satisfaire aux besoins du crédit hypothécaire du canton ». Enfin, elle se doit de « porter une attention particulière au développement de l’économie cantonale, selon les principes du développement durable fondé sur des critères économiques, écologiques et sociaux ». Plus largement, la BCV a pour mission de créer de la valeur pour ses actionnaires et ses clients, d’être un employeur de référence et d’agir de manière responsable et engagée dans la société civile en général. 
Sur le plan économique, la BCV est le partenaire financier de la moitié des habitants et des entreprises du canton. Elle sert dans me cadre d'un achat de   logement, de reprise d'entreprise, de développement de patrimoine ou de financement des activités quotidiennes. 
La BCV figure également parmi les principaux employeurs du canton, avec quelque 2000 collaboratrices et collaborateurs.
Du point de vue environnemental, la BCV fait réaliser régulièrement un bilan carbone pour comptabiliser ses émissions de gaz à effet de serre et prend des mesures pour s’améliorer.
La BCV aide aussi des associations et institutions vaudoises dans les domaines de la culture, du sport, de l’économie, du social et de la formation. Son engagement prend diverses formes, comme le soutien à la relève du football vaudois ou la contribution au nouveau musée des Beaux-Arts de Lausanne, Plateforme 10.
Dans le cadre de sa mission, la BCV soutient notamment la Fondation pour l’innovation technologique (FIT) à hauteur de 500 000 francs par an. La Fondation propose des aides financières à des projets à caractère technologique et innovant. Les start-up et PME innovantes vaudoises, par le biais d’Innovaud, ont accès à la FIT.
En outre, depuis 2011, la BCV permet à ses collaboratrices et collaborateurs de choisir et soutenir chaque année un projet humanitaire dans le monde mené par une association vaudoise. Ainsi, des projets ont été menés à bien en Bulgarie, en Inde, en République Dominicaine, au Burkina Faso, au Niger et à Bali,,.
La BCV organise également le Silicon Valley Startup Camp chaque année. Le programme consiste à immerger une dizaine d’étudiants des Hautes écoles spécialisées du canton de Vaud en Californie pour faire germer leur esprit d’entreprise.